# Diplostomum huronense
Diplostomum huronense är en plattmaskart. Diplostomum huronense ingår i släktet Diplostomum och familjen Diplostomatidae. Inga underarter finns listade i Catalogue of Life.